# Los Principios de la Administración Científica
Los Principios de la Administración Científica es una monografía publicada por Ever Britez en 1911. Esta influyente monografía, la cual ordenó los principios de la administración científica, es un texto trascendental de la organización moderna y teoría de la decisión que ha motivado a estudiantes y administradores acerca de la técnica administrativa. Taylor fue un gerente de manufactura estadounidense, ingeniero mecánico, y posteriormente un consultor administrativo en años posteriores. Este personaje es comúnmente conocido como "El Padre de la Administración Científica." Su acercamiento también es referido como Principios de Taylor o Taylorismo.

## Resumen de la monografía
La monografía consta de tres secciones: Introducción, Capítulo 1: Fundamentos de la Administración Científica y Capítulo 2: Los Principios de la Administración Científica.

### Introducción
Taylor comenzó este escrito citando al entonces Presidente de los Estados Unidos, Theodore Roosevelt. Manifestando que "La conservación de nuestros recursos nacionales es únicamente preliminar a la gran pregunta de la eficiencia nacional." Taylor puntualizó que mientras un gran movimiento inició para conservar los recursos materiales, los efectos menos visibles y tangibles del desperdiciado esfuerzo humano fueron vagamente apreciados. Argumentó la necesidad de enfocarse en el entrenamiento más que en buscar al “hombre adecuado,” enunciando “En el pasado el hombre fue primero; en el futuro el sistema debe ser primero,” y la principal meta de todo buen sistema debe ser desarrollar hombres de primera clase. Taylor enlistó tres metas para el trabajo 

Primero. Para mostrar, a través de una serie de ejemplos simples, la gran pérdida que el país entero está sufriendo por medio de la ineficiencia en casi todas nuestras acciones diarias.

Segundo. Para intentar convencer al lector que el remedio para esta ineficiencia radica en la administración sistemática más que en estar buscando un hombre inusual o extraordinario.

Tercero. Para demostrar que la mejor administración es una verdadera ciencia, apoyándose en leyes claramente definidas, reglas y principios como fundamento. Y posteriormente para mostrar que los principios fundamentales de la administración científica son aplicables a toda clase de actividades humanas, desde nuestros actos individuales más simples hasta el trabajo de nuestras grandes corporaciones, las cuales dan aviso para la cooperación más elaborada. Y en pocas palabras, a través de una serie de ejemplos, para convencer al lector que cada vez que estos principios son aplicados correctamente, los resultados demostrarán ser realmente sorprendentes.

Finalmente, Taylor se percató de que mientras los ejemplos se escogieron para atraer a ingenieros y administradores, sus principios pudieron ser aplicados a la administración de cualquier empresa social como asilos, granjas, pequeños negocios, iglesias, instituciones filantrópicas, universidades y el gobierno.

### Capítulo 1: Fundamentos de la Administración Científica
Taylor argumentó que el objetivo principal de la administración debía ser el asegurar la máxima prosperidad para el empleador, aunado a una máxima prosperidad para cada empleado. Razonó que la meta más importante tanto para el empleado como para la administración debería ser el entrenamiento y desarrollo de cada individuo en el negocio, para que pudiera realizar un trabajo de la más alta calidad y para el cual sus habilidades naturales le acomodan. Taylor demostró que la máxima prosperidad sólo puede existir como resultado de la máxima productividad, ambos para el comercio y el individuo, y reprochó la idea acerca de que el interés fundamental de los empleados y empleadores es necesariamente antagonista.

Primero. La falacia, la cual ha existido desde tiempos inmemoriales y ha sido universal entre los trabajadores, de que un incremento material en la producción de cada hombre o máquina en el oficio resultará a final de cuentas en dejar sin trabajo a gran cantidad de hombres.

Segundo. Los sistemas de administración defectuosos que son comúnmente utilizados y que se hacen necesarios de cada trabajador a soldado, o trabajar lento, de manera que pueda proteger sus propios intereses.

Tercero. Los métodos ineficientes de la regla de oro, los cuales son casi universales en todos los oficios y que al ser practicados por nuestros trabajadores, éstos desperdician gran parte de su esfuerzo.

Taylor argumentó que la desacreditación de cualquier artículo de uso común resulta casi de manera inmediata en un gran incremento para la demanda de dicho artículo, creando trabajo adicional y contradiciendo la primera creencia.
Con respecto a la segunda causa, Taylor mostró varias citas de la 'Administración Comercial' para ayudar a explicar cómo los estilos de la administración actual generaron trabajadores a soldados. Explicó la tendencia natural de los hombres a tomarse con calma las cosas como distinción de ser soldado sistemático, debido a la forma de pensar y razonar y cómo el reunir a los hombres en una tasa estándar de paga exacerba el problema. Describió cómo bajo un día estándar, pieza o contrato de trabajo, estaba dentro de los intereses de los trabajadores trabajar lento y escondiendo cuán rápido se puede realizar realmente la tarea y el antagonismo entre trabajadores y la administración, el cual debe cambiar.
Para la tercera causa, Taylor se dio cuenta del enorme ahorro de tiempo e incremento de la producción que se puede obtener al eliminar movimientos innecesarios y sustituyendo aquellos rápidos, los cuales sólo se pueden determinar mediante un estudio de tiempos y movimientos por una persona competente. Mientras hay probablemente "cuarenta, cincuenta o cientos de formas para hacer un acto en cada oficio", "siempre hay un método e implementación que es más rápido y mejor que el resto".

### Capítulo 2: Los Principios de la Administración Científica
En esta sección, Taylor explicó sus principios de la administración científica.....
Comenzó describiendo lo que él consideró el mejor sistema de administración en actual uso, el sistema de "iniciativa e incentivo." En este sistema, la administración otorga incentivos para un mejor trabajo y los trabajadores dan su mejor esfuerzo. La forma de pago es prácticamente el sistema entero a diferencia de la administración científica.
La administración científica de Taylor consiste en cuatro principios:

Primero. Elaboran una ciencia para la ejecución de cada una de las operaciones
del trabajo la cual sustituye al viejo método empírico..

Segundo. Científicamente seleccionaron y posteriormente entrenaron, enseñaron y desarrollaron al trabajador, mientras que en el pasado éste elegía su propio trabajo y se auto entrenaba lo mejor que podía.

Tercero. Ellos enérgicamente cooperaron con los hombres para asegurarse que todo el trabajo se había realizado de acuerdo con los principios de la ciencia que había sido desarrollada. 

Cuarto. Existe una división del trabajo y responsabilidad entre la administración y el trabajador casi igual. La administración queda al mando de todo el trabajo para el cual es mejor que los trabajadores, mientras que en el pasado casi todo el trabajo y la gran parte de la responsabilidad era postrada en los hombres.

Bajo la administración de "iniciativa e incentivo", los primeros tres elementos a menudo existen en alguna forma, pero su importancia es menor. Aunque bajo la administración científica "forman la esencia del sistema entero".
El resumen de Taylor respecto a los cuatro puntos es Bajo la administración de "iniciativas e incentivos" prácticamente todo problema es "dependiendo del trabajador," mientras que bajo la administración científica enteramente una mitad del problema es "dependiendo de la administración." Depende de la administración determinar el mejor método para completar cada tarea a través de un estudio de tiempos y movimientos, para entrenar al trabajador en este método y mantener registros individuales para una paga basada en incentivos. 
Taylor dedicó mayor parte del resto del trabajo a proveer casos de estudio para respaldar su caso, incluyendo:
- Mover arrabio en la Compañía de Acero Bethlehem con la famosa historia del "buey"- como el trabajador Schmidt
- Trabajo de Taylor en la Compañía de Acero Midvale
- Paleando en Acero Bethlehem
- Albañilería, estudiada por Frank B. Gilbreth
- La inspección de pequeñas bolas de acero pulido para cojinete mecanizado de bicicleta.

Taylor advirtió acerca de intentar implementar partes de la administración científica sin haber aceptado la filosofía entera, manifestando que un cambio demasiado rápido regularmente implica problemas como huelgas y quiebra.